# Telochilus freyi
Telochilus freyi är en skalbaggsart som beskrevs av Jan Krikken 1975. Telochilus freyi ingår i släktet Telochilus och familjen Cetoniidae. Inga underarter finns listade i Catalogue of Life.